# Skye Sweetnam
Skye Alexandra Sweetnam (ur. 5 maja 1988 w Bolton, Ontario, Kanada) – kanadyjska piosenkarka pop-rock. Skye Sweetnam ma szkockie korzenie. Karierę rozpoczęła w 2002 roku.

## Życiorys

### Przed karierą
Skye urodziła się 5 maja 1988 roku, jako dziecko Deirdre i Grega Sweetnam. Ma siostrę, Aurorę, i brata – Camela. Została nazwana na cześć szkockiej wyspy Skye. Wychowywała się w Bolton, w Ontario, od dzieciństwa uczyła się tańca, śpiewu, a potem jeszcze gry aktorskiej. W wieku nastoletnim zaczęła pisać teksty piosenek. W wieku 13 lat z pomocą szkoły muzycznej w Bolton nagrała swoje demo. Została odkryta przez znajomą łowcy talentów, kiedy śpiewała u fryzjera.

### Noise from the Basement (2003–2005)
Skye zaczęła pracować nad swoim pierwszym albumem, Noise from the Basement, z Jamesem Robertsonem w jego piwnicy. Od tego właśnie pochodzi tytuł płyty. Pierwszą jej piosenką, która ujrzała światło dzienne, było Billy S., użyte w filmie „Uwierz w miłość” z Mandy Moore. Wytwórnia nie chciała początkowo wydać piosenki jako singiel, co mocno podziałało na wokalistkę. Swoją relację z Capitol Records/EMI opisała w piosence Fallen Trought. Billy S stało się jednak singlem, a po nim również „Tangled Up In Me” i „Number One”. W 2004 roku wyruszyła w trasę jako support Britney Spears w trakcie jej The Onyx Hotel Tour.

### Okres pomiędzy pierwszym a drugim albumem studyjnym (2005–2007)
Przez kilka następnych lat Skye robiła głównie openingi do filmów i seriali, takich jak: Maggie Brzęczymucha, Wayside czy Radiostacja Roscoe, a w tym ostatnim nawet gościnnie zagrała. Jej covery piosenek z filmów Disneya pojawiały się na płytach z serii Disneymania.
W 2006 roku podkładała śpiewający głos Barbie do Pamiętników Barbie, a jedna z jej piosenek pojawiła się w dodatku do The Sims 2: Zwierzaki. Została też nominowana do Juno Award w kategorii „New artist of the year”, jednak przegrała na rzecz na rzecz innego Kanadyjskiego piosenkarza Daniela Powtera, którego pierwszym singlem była piosenka „Bad Day”, która stała się hitem między innymi w Europie, Kanadzie i USA.

### Sound Soldier (2007–2009)
Chociaż rzeczywiście praca nad drugim albumem trwała już od 2005 roku, kiedy to Skye zaprezentowała kilka na różnych koncertach pierwszych kilka piosenek z drugiego krążka, album został wydany dopiero 30 października 2007 roku, tylko w Kanadzie.
Skye otrzymała niezwykle słabą promocję od wytwórni, pierwszy singiel, Human, był wydany tego samego dnia, co płyta. Sound Soldier był wydany jeszcze tylko w Japonii, przy czym wydaje japońskie zawierało dodatkową piosenkę Girl Like Me. Drugim, wydanym przez wytwórnię singlem była piosenka „(Let’s Get Movin') Into Action” nad którą Skye pracowała z Timem Armstrongiem, i którą on sam, wiele miesięcy wcześniej, wydał jako singiel w swojej wersji.
Skye zdała sobie sprawę, że sama musi zadbać o swoją promocję, i wykorzystała w tym celu Internet. Sama nagrała dla siebie dwa dodatkowe teledyski, do piosenek – Music Is My Boyfriend oraz Babydoll Gone Wrong. Zaczęła również ze swoimi przyjaciółmi urządzać samodzielnie sesje zdjęciowe. W różnych okresach, od 2007 do 2010 roku, za pomocą swojej serii Skye Plays Dress Up publikowanej na jej koncie YouTube, oraz z pomocą Myspace'a, udostępniała fanom po części piosenki, które zostały nagrane na album, ale nie zostały wydane (Rock’n’Roll Baby, Heartbreak, Boomerang, Love Sugar Sweet, Stay feat. Ak’Sent). Prawdopodobnie zamierza to kontynuować.
W 2008 roku jej teledysk do Human był nominowany w MuchMusic Video Awards w kategorii „Najlepsza Kinematografia”, ale przegrał z teledyskiem zespołu Hedley.

### Sumo Cyco (2009 – do teraz)
W jednym z live czatów z fanami Skye wspomniała, że zamierza stworzyć zespół wraz ze swoimi przyjaciółmi, innymi artystami. Nazwa projektu brzmiała Sumo Cyco, i oznaczała po prostu „szalonego sumo”. 25 kwietnia 2009 roku Skye po raz pierwszy na swoim oficjalnym Twitterze wspominała, że jest w studiu. Na swoim Facebooku ujawniła, że 10 marca 2010 nagrywali teledysk.
Skye stała się bardziej niezależna od swojej wytwórni. Poza pracą piosenkarki zaczęła się zajmować również produkcją filmów. Stworzyła dwa teledyski, jeden dla Leah Daniels, drugi dla Ashes. Wzięła też pod swoje skrzydła młodą kanadyjską gwiazdkę Pop, Aleesię, wydając z nią na youtube serię filmików o życiu i karierze piosenkarki. Na swoim Myspace umieściła informację na temat pracy, jaką by przyjęła od potencjalnych pracodawców, między innymi dubbing, modeling, prowadzenie przyjęć czy nawet pracę aktorską.
Świtu ukazały się również dwie nowe piosenki, nagrane na potrzeby gier komputerowych: Where I Want To Be i Lava Rock.

## Życie prywatne
Skye mieszka ze swoją rodziną, z którą utrzymuje bardzo bliskie kontakty. Spotyka się z wokalistą zespołu dodger, którego poznała w trakcie trasy Britney Spears. Przyjaźni się z fotografem Jordanem Letkemannem, z którym często organizują dla wokalistki sesje zdjęciowe. Skye stawia na kontakt z fanami: stara się do nich docierać przez najróżniejsze portale społecznościowe, prowadzi bloga, który regularnie uzupełnia.
W 2010 roku Skye udzieliła głosu dla pięciominutowej kreskówki w ramach anty-rasistowskiej akcji The Pinhead Project obok takich gwiazd jak Nelly Furtado.

## Filmografia
| Rok  | Tytuł              | Rola          | Dodatkowe Informacje  |
| ---- | ------------------ | ------------- | --------------------- |
| 2004 | Radiostacja Roscoe | Sydney DeLuca | Odcinek: „Zły”        |
| 2004 | Switched!          | Ona Sama      | Odcinek: „Megan/Skye” |
| 2006 | Pamiętniki Barbie  | Barbie        | Śpiew Barbie          |

## Dyskografia

### Albumy Studyjne
- 2004 Noise from the Basement
- 2007 Sound Soldier

### Single
- 2003 Billy S.
- 2004 Tangled Up In Me
- 2005 Number One
- 2007 Human
- 2008 (Let's Get Movin') Into Action z Timem Armstrongiem